# Karl Friedrich Quittenbaum

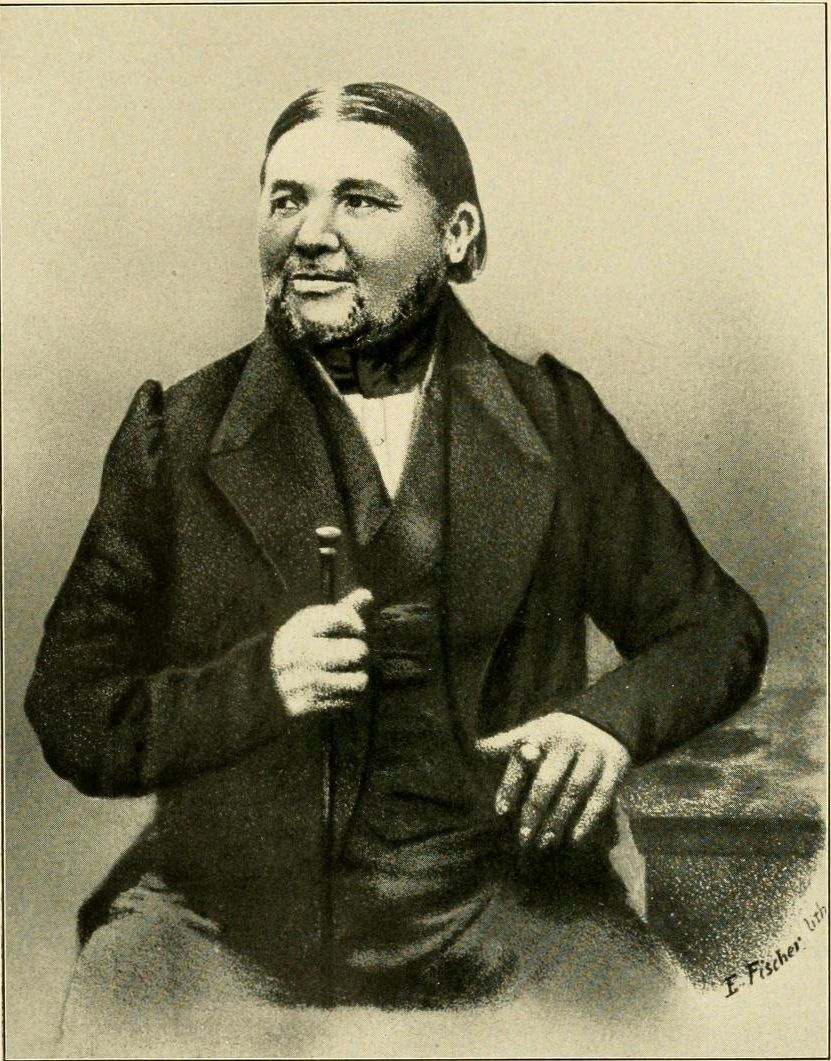
Karl Friedrich Quittenbaum
Lithografie von E. Fischer

Karl Friedrich Quittenbaum (* 10. November 1793 in Oker; † 14. August 1852 in Rostock) war ein deutscher Mediziner und Hochschullehrer.

## Leben
Karl Friedrich Quittenbaum wurde 1793 in Oker bei Goslar als Sohn des Goldschmiedes Friedrich Hermann Quittenbaum geboren. Er absolvierte ein Medizinstudium an der Universität Göttingen. Seine Lehrer waren der Begründer der Anthropologie Johann Friedrich Blumenbach, der Gynäkologe F. B. Osiander, Karl Himly im Fach Augenheilkunde (Ophthalmologie) und C. J. M. Langenbeck, Professor der Anatomie. Mit Langenheck verbanden ihn auch später noch freundschaftliche Beziehungen. Quittenbaum promovierte in Göttingen am 5. September 1818 mit einer Arbeit, die die Krankengeschichte sowie den anatomischen Befund eines Unterkiefertumors beschrieben. Von 1818 bis 1821 praktizierte er dann zunächst als praktischer Arzt in Lüneburg.
Am 11. Oktober 1821 wurde Quittenbaum zum Prosektor und außerordentlichen Professor der Medizin an der Universität Rostock ernannt. Im Jahr 1831 folgte die Ernennung zum Ordinarius für Medizin/Anatomie („Arznei- und Wundarzneigelahrtheit“). Er begann zudem mit dem Anlegen einer anatomischen Präparatesammlung, die 1833 als Schenkung an die Universität kam und ihm die Ernennung zum Medizinalrat durch Großherzog Friedrich Franz II. brachte. Mehrere seiner Präparate sind noch heute in der Sammlung des Anatomischen Instituts zu finden.
Quittenbaum übernahm neben der Lehre der Osteologie und Syndesmologie (Lehre der Knochen und Bänder) sowie der Physiologie auch die Lehre der
Ophthalmologie und las diese bis 1852 in jedem Sommersemester. Quittenbaums ausgezeichnete chirurgische Leistungen, die er in der Zeit vor Einführung von Anästhesie und Asepsis erbrachte, sind durch Veröffentlichungen nachweisbar. Er hat als zweiter deutscher Chirurg 1834 und 1842 die Ovarektomie und als erster 1826 die Milz-Exstirpation gewagt. In Rostock war er der letzte „chirurgische Anatom“, nach seinem Tod wurden die beiden Fachgebiete getrennt. Sein Nachfolger wurde Carl Bergmann. Quittenbaum war 1835/1836 Rektor der Universität und bis 1852 Direktor des Anatomischen Instituts.
Ein Unfall im Jahr 1835 und mehrere Krankheiten sowie mangelnde Kontakt- und Anpassungsfähigkeit führten in seinen letzten Lebensjahren zu ernsten Differenzen mit den Kollegen Carl Strempel und Hermann Stannius, bis zum völligen Zerwürfnis mit der Fakultät. Die Schuld dafür fiel wohl aber nicht ihm allein zu.
Familie
Karl Friedrich Quittenbaum war in erster Ehe verheiratet mit Johanna Friederike Meyer aus Lüneburg († 1832) und ab 1835 in zweiter Ehe mit Therese Mathilde Hagen, Tochter des Rostocker Schiffers Joh. Siegmund Hagen. Quittenbaums ältere Brüder waren der Theologe Friedrich Quittenbaum (* 9. Mai 1777 in Goslar; † 1. Mai 1856 in Warnemünde) und der Goldschmied Johann Heinrich Wilhelm Quittenbaum (* 16. Dezember 1778 in Goslar; † 29. April 1835 in Peine).

## Schriften
- De memorabili quodam maxillae inferioris fungo scrofuloso.  Dissertation, Hahn, Hannover 1818
- Anatomisch-pathologische Gegenstände. 1829
- Solemnia Christi nati pie celebranda indicit … Inest Commentatio de ovarii hypertrophia et historia exstirpationis ovarii hydropici et hypertrophici prospero cum successu factae. Adler, Rostock 1835 (BSB digital)
- Sacra Resurrectionis Jesu Christi A. D. III. M. Aprilis MDCCCXXXVI. Pie Celebranda Indicit: Commentatio De Splenis Hypertrophia Et Historia Exstirpationis Splenis Hypertrophici Cum Fortuna Adversa In Femina Viva Factae. Adler, Rostock 1836 (BSB digital)
- Beschreibung einer mit vollkommen glücklichem Erfolge gekrönten totalen Exstirpation des rechten, stark verwachsenen hydropischen Eierstocks. 1850